# El sistema (álbum)
El sistema es el cuarto y último álbum de estudio del dúo puertorriqueño Zion & Lennox. Fue publicado el 22 de julio de 2021 a través de Warner Music Latina, contiene las participaciones de Sech, Myke Towers, Darell, De La Ghetto, Natti Natasha, entre otros. La publicación del álbum fue postergada varias veces, en particular por la pandemia del COVID-19, anunciando en junio de 2021 un concierto exclusivo para diciembre del mismo año, celebrando sus 20 años como dúo.

## Antecedentes
Posterior a la publicación de su álbum Motivan2, el dúo empezó a liberar sencillos sueltos durante 2018, «La player (Bandolera)», «Hola» e «Hipnosis». Anuncios de un futuro álbum empezaron a surgir con la publicación del sencillo promocional «Sistema», esto a finales de 2019. Tal sencillo fue el primero creado durante un campamento musical en Medellín, colaborando con Justin Quiles, Dímelo Flow y el productor Slow Mike, a cargo de los últimos materiales de ChocQuibTown. El dúo había planeado un tour norteamericano llamado ICONIC Tour Twenty 20 que daría inicio en marzo de 2020, pero debió ser postergado por la pandemia por COVID-19.
Debido a estos contratiempos, liberaron otros sencillos independientes, «Mujer satisfecha» y «All Night». En julio, estrenaron «Te mueves» con la participación de Natti Natasha, donde comentaron sobre sus planes originales de publicar el álbum durante su gira estadounidense o en septiembre del mismo año. Otros sencillos colaborativos lo prosiguen, «Gota Gota» con El Alfa en octubre, y «No me llama» con Myke Towers en diciembre.

## Contenido
Las canciones varían desde canciones de perreo a otras más románticas, como en «Perla», donde presentan una canción con ritmos más downtempo mezclado con guitarras acústicas. Otras, como «Enchuletiao», presenta letras más agresivas en torno a sus haters. El dúo destaca a «Estrella» como una de las más especiales en el álbum, ya que la consideran una continuación a sus sencillos previos sin colaboración de terceros, como «La player». En una entrevista con Rolling Stone, comentan que gran parte del álbum fue grabado antes de la cuarentena mundial, pero los toques finales fueron realizados por separado, Lennox en el estudio de su casa y Zion en Colombia mandando los archivos de audio. Mencionan que la colaboración con El Alfa fue la última grabada para el álbum, debido a un encuentro entre Zion y Chael, el productor del cantante dominicano.
“Queríamos darle el color de nuestra primera producción, queríamos temas melódicos con mucho perreo. Buscamos un team, el cual es increíble, de productores, compositores, colegas de nosotros, y nos encerramos”.
—Zion.

## Recepción
El álbum recibió reseñas generalmente positivas dentro del portal Pa' la Cultura, destacando el potencial para radio airplay de «Enchuletiao», «Diosa» y «Te mueves», pero criticando la participación de Lennox en el álbum, comentando: “su voz grave generalmente añade una textura distinta a las canciones, pero se siente muy comprimido en el proyecto; en instancias, sus versos débiles casi derrumban la canción por completo, una pena”.

## Promoción
Meses antes de la publicación, el dúo estuvo dejando pistas del álbum en sus redes sociales, para que los fanáticos descubrieran la lista de canciones definitiva y la fecha de lanzamiento. El 29 de junio se anunció un concierto nombrado La trayectoria para el 4 de diciembre en el Coliseo de Puerto Rico José Miguel Agrelot, conmemorando sus 20 años como dúo. Días después, se confirmaron otras dos funciones en el mismo escenario, con las entradas agotadas en solo horas.

### Sencillos
«Sistema» fue el primer corte promocional, publicado el 6 de diciembre de 2019 de manera digital. Fue producido por Dímelo Flow, Jhon el Diver y Slow Mike, tendencia frecuente en otras canciones del álbum. «Te mueves» junto a Natti Natasha fue el sencillo principal del álbum, siendo producido por Tainy y Mike Sabath.

## Lista de canciones
| N.º   | Título                                   | Productor(es)                           | Duración |  |
| 1.    | «Intro»                                  | DJ Tazmania                             | 1:43     |  |
| 2.    | «Estrella»                               | Dynell · Legazzy · Yazid                | 3:35     |  |
| 3.    | «Entendemos» (con Sech)                  | Sky · Dímelo Flow · Jhon El Diver       | 3:34     |  |
| 4.    | «Loco»                                   | Dynell · Legazzy · Yazid                | 3:55     |  |
| 5.    | «No me llama» (con Myke Towers)          | Dímelo Flow, Slow Mike                  | 3:11     |  |
| 6.    | «Enchuletiao»                            | Mvsis                                   | 3:29     |  |
| 7.    | «Perla»                                  | Dímelo Flow · Jhon El Diver · Slow Mike | 2:50     |  |
| 8.    | «Destino» (con De la Ghetto)             | Labia · Jowan · Rolo · iCON Music       | 3:13     |  |
| 9.    | «Diosa» (con Rauw Alejandro)             | Labia · Jowan · Rolo · iCON Music       | 3:26     |  |
| 10.   | «Te mueves» (con Natti Natasha)          | Tainy · Mike Sabath                     | 3:52     |  |
| 11.   | «Sistema»                                | Dímelo Flow · Jhon El Diver · Slow Mike | 3:10     |  |
| 12.   | «Cinturita» (con Darell y Lenny Tavárez) | Dímelo Flow · Jhon El Diver · Slow Mike | 3:05     |  |
| 13.   | «Gota Gota» (con El Alfa)                | Chael                                   | 3:50     |  |
| 14.   | «No más»                                 | Dímelo Flow · Jhon El Diver · Slow Mike | 2:44     |  |
| 45:47 |                                          |                                         |          |  |

## Créditos y personal
Adaptados desde los créditos en Tidal.
«Intro»
- Félix Ortiz – Voz principal, composición.
- Gabriel Pizarro – Voz principal, composición.
- Norman Melecio Vázquez (DJ Tazmania) – Composición, producción, teclados.
- Alejandro Patiño (Mosty) – Ingeniero de masterización.
- Rolo – Ingeniero de mezcla.

«Estrella»
- Félix Ortiz – Voz principal, composición.
- Gabriel Pizarro – Voz principal, composición.
- Eduardo A. Vargas Berrios (Dynell) – Composición, producción.
- Starlin Rivas Batista (Legazzy) – Composición, producción, teclados.
- Yazid Rivera López (Yazid) – Composición, producción, teclados.
- Mosty – Ingeniero de masterización.
- Rolo – Ingeniero de mezcla, grabación.

«Entendemos»
- Félix Ortiz – Voz principal, composición.
- Gabriel Pizarro – Voz principal, composición.
- Carlos Isaías Morales Wiliams – Voz invitada, composición.
- Alejandro Ramírez Suárez – Composición, producción.
- Jorge Valdés Vásquez – Arreglista, coproducción, composición, grabación.
- Jhonattan Jacob Reyes (Jhon el Diver) – Coproducción.
- Kevyn Mauricio Cruz – Composición.
- Vinny D – Ingeniero de mezcla.

«Loco»
- Félix Ortiz – Voz principal, composición.
- Gabriel Pizarro – Voz principal, composición, ingeniero de grabación.
- Dynell – Composición, producción.
- Legazzy – Composición, producción, teclados.
- Yazid – Composición, producción, teclados.
- Gabriel E. Rodríguez Morales – Composición.
- Mosty – Ingeniero de masterización.
- Eddie Ortega – Ingeniero de mezcla.
- My Money 3 – Sample.

«No me llama»
- Félix Ortiz – Voz principal, composición.
- Gabriel Pizarro – Voz principal, composición.
- Michael Torres Monge – Voz invitada, composición.
- Héctor Ruben Rivera – Dirección de A&R.
- Yoni – Diseño de arte.
- Dímelo Flow – Composición, producción.
- Miguel Martínez Perea (Slow Mike) – Composición, coproducción.
- Mosty – Ingeniero de masterización.
- Vinny D – Ingeniero de mezcla.
- Justin Rafael Quiles – Composición.
- Kevyn Mauricio Cruz – Composición.
- Ramsés I. Herrera Soto – Composición.

«Enchuletiao»
- Félix Ortiz – Voz principal, composición.
- Gabriel Pizarro – Voz principal, composición.
- Michael Bryan Masis (Mvsis) – Composición, producción.
- Isaac Ortiz (iZaak) – Composición.
- Mosty – Ingeniero de masterización.

«Perla»
- Félix Ortiz – Voz principal, composición.
- Gabriel Pizarro – Voz principal, composición.
- Dímelo Flow – Composición, producción, ingeniero de grabación.
- Jhon el Diver – Composición, producción.
- Slow Mike – Composición, producción.
- Justin Rafael Quiles – Composición.
- Vinny D – Ingeniero de mezcla.

«Destino»
- Félix Ortiz – Voz principal, composición.
- Gabriel Pizarro – Voz principal, composición.
- Rafael Castillo-Torres – Voz invitada, composición.
- Labia – Producción, teclados.
- Jowan – Coproducción, teclados.
- Rolo – Coproducción, ingeniero de grabación.
- iCON Music – Coproducción.
- Gabriel E. Rodríguez Morales – Composición.
- Dímelo Flow – Composición.
- Jhon el Diver – Composición.
- Slow Mike – Composición.
- Justin Rafael Quiles – Composición.
- Ramsés I. Herrera Soto – Composición.

«Diosa»
- Félix Ortiz – Voz principal, composición.
- Gabriel Pizarro – Voz principal, composición.
- Raúl A. Ocasio Ruiz – Voz invitada, composición.
- Labia – Producción, teclados.
- Jowan – Coproducción, teclados.
- Rolo – Composición, coproducción, ingeniero de grabación, mezcla.
- iCON Music – Coproducción.
- Mosty – Ingeniero de masterización.
- Gaby Morales – Ingeniero de grabación.
- Jorge E. Pizarro – Composición.
- José M. Collazo – Composición.
- Ricardo Morales – Composición.
- Valery Ramírez – Composición.

«Te mueves»
- Félix Ortiz – Voz principal, composición.
- Gabriel Pizarro – Voz principal, composición.
- Natalia A. Gutiérrez – Voz invitada, composición.
- Michael Harris Sabath (Mike Sabath) – Composición, producción.
- Marcos Masis – Composición, producción.
- Juan Pablo Ramírez Builes – Asistente de mezcla.
- Mosty – Ingeniero de masterización, mezcla.
- Beto Pérez – Composición.
- Glenda Proby – Composición.
- Rafael A. Pina Nieves – Composición.
- Rafael Regginalds Aponte (Reggi el Auténtico) – Composición.
- Sergio Minski – Composición.
- Tyron Joel Hernandez – Composición.

«Sistema»
- Félix Ortiz – Voz principal, composición.
- Gabriel Pizarro – Voz principal, composición.
- Dímelo Flow – Composición, coproducción, ingeniero de grabación.
- Jhon el Diver – Composición, producción.
- Slow Mike – Composición, producción.
- Justin Rafael Quiles – Composición.
- Vinny D – Ingeniero de mezcla.
- Mike Fuller – Ingeniero de masterización.

«Cinturita»
- Félix Ortiz – Voz principal, composición.
- Gabriel Pizarro – Voz principal, composición.
- Julio Manuel González Tavárez – Voz invitada, composición.
- Osvaldo Elías Castro Hernández – Voz invitada, composición.
- Simon Restrepo Ortiz – Composición.
- Dímelo Flow – Composición, producción, ingeniero de grabación.
- Jhon el Diver – Composición, producción.
- Slow Mike – Composición, producción.
- Vinny D – Ingeniero de mezcla.
- Mosty – Ingeniero de masterización.

«GOTA GOTA»
- Félix Ortiz – Voz principal, composición.
- Gabriel Pizarro – Voz principal, composición.
- Emanuel Herrera Batista – Voz invitada, composición.
- Chael E. Betances Alejo – Composición, ingeniero de grabación, mezcla, masterización, producción.

«No más»
- Félix Ortiz – Voz principal, composición.
- Gabriel Pizarro – Voz principal, composición.
- Dímelo Flow – Composición, producción, ingeniero de grabación.
- Jhon el Diver – Composición, producción.
- Slow Mike – Composición, producción.
- Justin Rafael Quiles – Composición.
- Vinny D – Ingeniero de mezcla.
- Mosty – Ingeniero de masterización.

## Posicionamiento en listas
| Listas (2021)                     | Mejor posición |
| --------------------------------- | -------------- |
| España (Álbum Top 100)            | 64             |
| Estados Unidos (Top Latin Albums) | 50             |